# Eregonda
Eregonda is een geslacht van hooiwagens uit de familie Assamiidae.
De wetenschappelijke naam Eregonda is voor het eerst geldig gepubliceerd door Roewer in 1950. 

## Soorten
Eregonda is monotypisch en omvat slechts de volgende soort:
- Eregonda tenuis